# Luis Enrique Cáceres
Luis Enrique Cáceres, vollständiger Name Luis Enrique Cáceres Centurión, (* 19. April 1988 in Asunción) ist ein paraguayischer Fußballnationalspieler. Der spielstarke Fuß des Mittelfeldspielers ist der rechte.

## Karriere

### Verein
Cáceres gehörte mindestens 2007 dem Club Sport Colombia aus Fernando de la Mora. Anschließend spielte er von 2007 bis Mitte Juli 2012 für den paraguayischen Verein Cerro Porteño und bestritt in den Spielzeiten 2007 bis 2012 insgesamt 165 Erstligaspiele, bei denen er 18 Treffer erzielte (2007 bis 2009: 82/11), abgerufen am 3. Juni 2016; 2010 bis 2012: 83/7). Sein Team entschied die Clausura 2012 zu Gunsten des Vereins. Anschließend absolvierte er 15 persönlich torlose Partien in der höchsten paraguayischen Spielklasse für den Club Libertad. Von dort wechselte er Mitte Januar 2013 nach Brasilien zu EC Vitória. Für die Brasilianer lief er in 58 Partien der Série A auf und schoss vier Tore. Auch weitere nationale Wettbewerbseinsätze in der Copa do Nordeste (7 Spiele/1 Tor), der Staatsmeisterschaft von Bahia (16/0) und der Copa do Brasil (5/0) kamen hinzu. Die Staatsmeisterschaft von Bahia gewann er dabei mit seiner Mannschaft im Jahr 2013. In der zweiten Januarhälfte 2015 schloss er sich dem Coritiba FC an. Dort wurde er dort in 16 Spielen (ein Tor) der Série A, 13 Partien (kein Tor) der Staatsmeisterschaft von Paraná und drei Begegnungen (kein Tor) der Copa do Brasil eingesetzt. Anfang Juli 2016 wechselte Cáceres zurück nach Paraguay. Er unterzeichnete beim Club Olimpia einen Vertrag mit einem halben Jahr Laufzeit inklusive Verlängerungsoption.
Im Juli 2017 wechselte Cáceres innerhalb Paraguays erneut. Er erhielt beim Club Rubio Ñu einen Kontrakt für den Rest der Saison 2017. Nach Abschluss der Saison reiste Cáceres wieder nach Brasilien, wo er einen Vertrag beim Paysandu SC für 2018 unterzeichnete. Im Januar 2019 wechselte Cáceres erneut. Er erhielt einen Einjahresvertrag beim Club Sportivo San Lorenzo. Bereits nach Austragung der Clausura, verließ er den Klub wieder. Er ging zum Deportivo Capiatá.
Im Februar 2020 wurde der Wechsel von Cáceres nach Peru zu den Sport Boys bekannt. Nach Abschluss der Saison verließ er den Klub wieder. Nachdem er 2021 ohne Kontrakt war, ging er im Januar 2022 nach Asunción zum Sportivo Ameliano, mit denen er die Copa Paraguay gewinnen konnte. 2023 kam er bis zum Mai zu drei Spielen beim Gewinn der División Intermedia durch Club Sol de América. Danach verließ er den Klub und war zunächst vereinslos. Laut transfermakrt.de schloss er sich zu Jahresanfang 2024 seinem Jugendklub Colombia an.

### Nationalmannschaft
Cáceres wurde bei der U-16-Südamerikameisterschaft 2004 mit Paraguays Team Südamerikameister. Er war Mitglied der paraguayische U-20-Fußballnationalmannschaft bei der U-20-Südamerikameisterschaft 2007.
Am 26. März 2008 wurde er im Freundschaftsspiel der A-Nationalmannschaft Paraguays gegen Südafrika in der 66. Minute für Nelson Valdez eingewechselt. Insgesamt bestritt er in jenem Jahr zwei A-Länderspiele (kein Tor).

## Erfolge
Cerro Porteño
- Meisterschaft Paraguay: Clausura 2012

Vitória
- Staatsmeisterschaft von Bahia: 2013

Paysandu
- Copa Verde: 2018

Ameliano
- Copa Paraguay: 2022

Sol de América
- División Intermedia: 2023